# Palorchestes
Palorchestes — викопний рід сумчастих ссавців вимерлої родини Palorchestidae. Рід існував з міоцену по плейстоцен в Австралії.

## Опис
Найбільший вид Palorchestes azael сягав завдовжки до 2,5 м, і мав 4 потужні кінцівки. Судячи з будови його носових кісток, у нього був короткий хобот, схожий на хобот тапірів. На передніх кінцівках були довгі кігті, що нагадують кігті коали, за допомогою яких він, мабуть, обдирав кору і листя з дерев. Довгий симфіз (зрощення кісток) в нижній щелепі вказує, що їхній язик був довгим і міг висуватися далеко з рота.